# Csák (település)

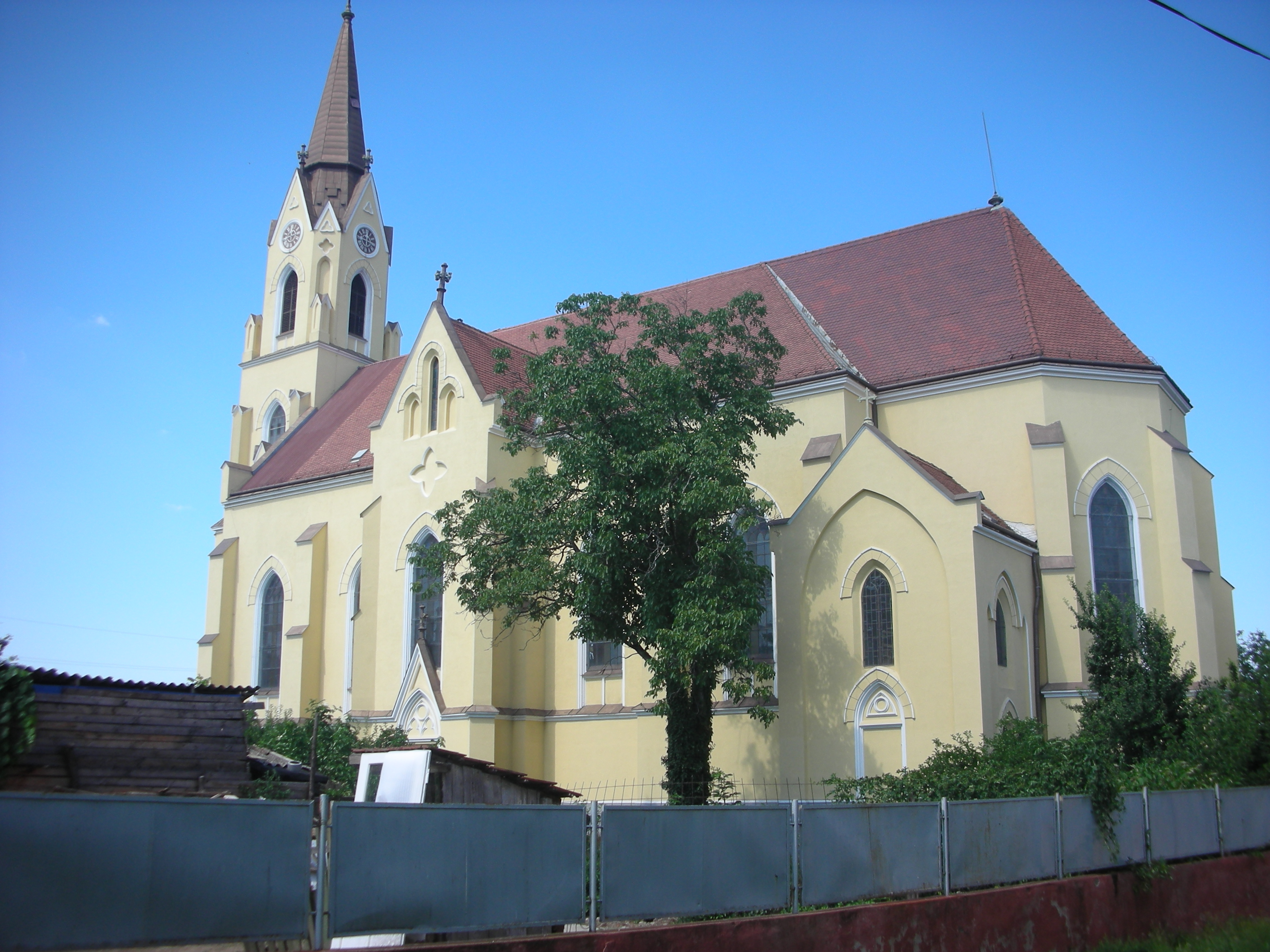
A csákovai római katolikus templom

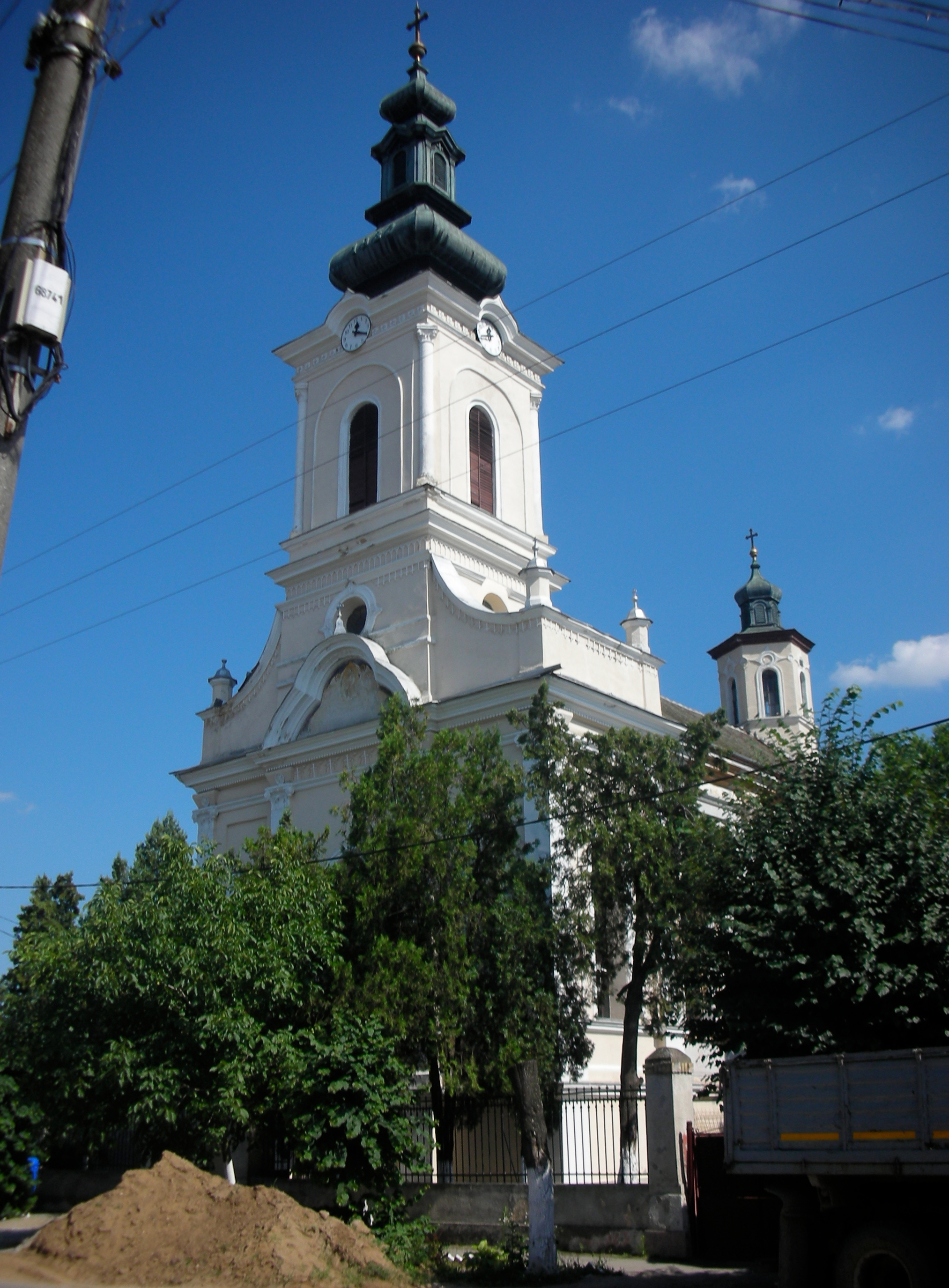
A csákovai román ortodox templom

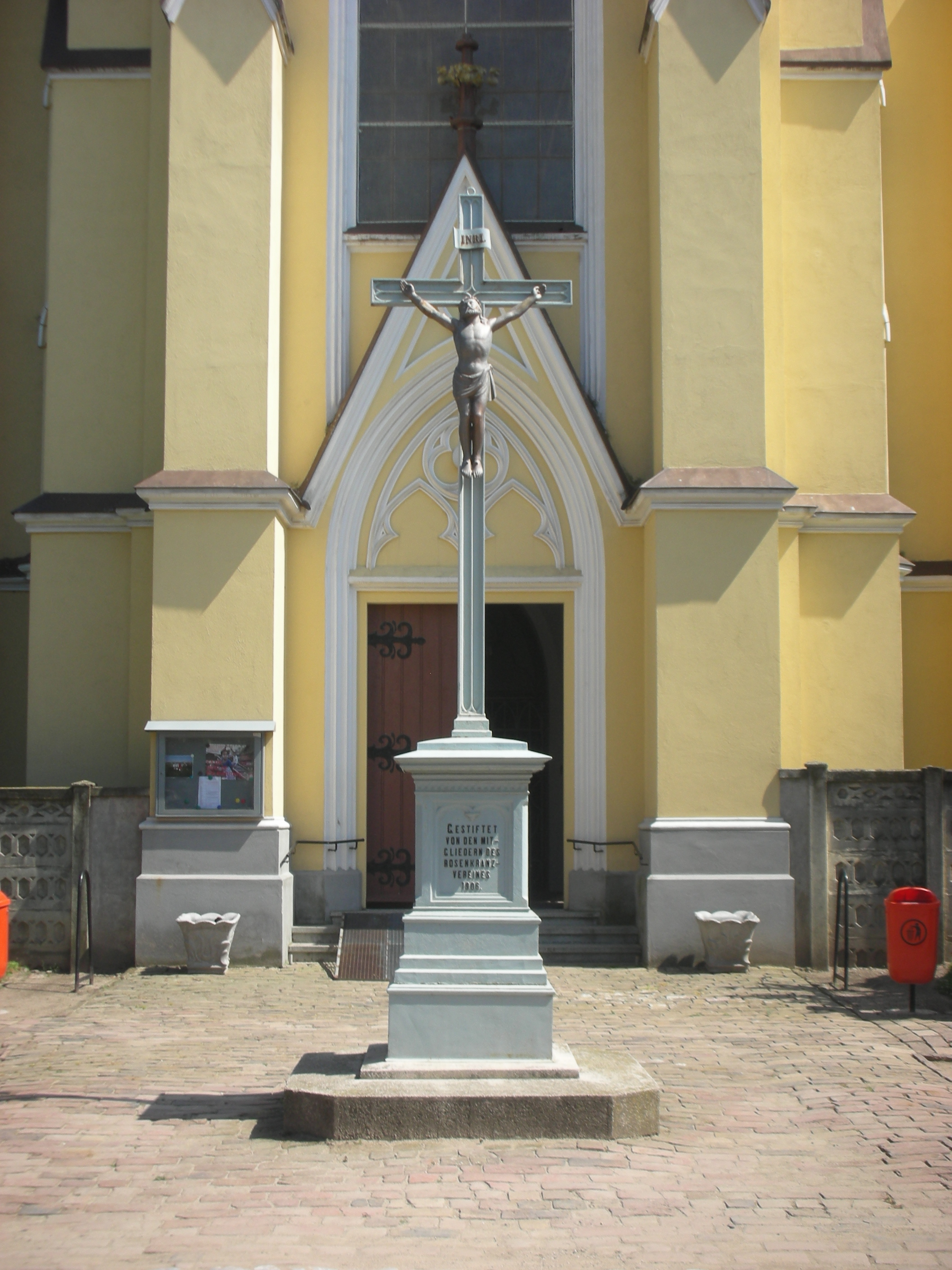
Feszület a római katolikus templom előtt

A keresztnevet lásd a Csák (keresztnév) szócikkben.
Csák, 1913-ig Csákova (románul: Ciacova, németül: Tschakowa, szerbül: Чaкoвo) város Romániában, a Bánságban, Temes megyében.

## Fekvése
Temesvártól 33 km-re dél-délkeletre, a Holt-Temes partján fekszik. Síkvidéki sakktáblás település.

## Nevének eredete
Szláv eredetű személynévből keletkezett. Első említései: Chag (1334), Chaak (1335). A török hódoltság elején a név délszláv képzővel ellátott alakja terjedt el: Čaq (1554), Čaqıva (1569), Czakova (1769–1772). A románok és a németek a szerb nevet vették át. A 19. században a Csákovár / Csákóvár magyarosított névalakot is használták (először 1780-ban: Csakovar). A helységnévrendezéskor a középkori névalakot állították vissza, azonban magyarul ma is inkább Csákovának nevezik. Dűlőnevei 1769–1772-ben túlnyomórészt szerb és román eredetűek voltak.

## Története
A 14. században a Zsidói család birtoka volt. Szerbek már ekkor is lakták (1370-ben Tothchaak). Vára vsz. 1390 és 1394 között épült az akkori Temes partján, a Temesvárról az Al-Dunához vezető utat ellenőrizte. 1395 szeptemberében Zsidói Miklós és Marcali Miklós temesi ispánok a vár alatt legyőztek egy betörő török csapatot. Miután a Zsidóiak 1401-ben visszakerültek birtokába, a vár után Csákira változtatták nevüket. Ebből a családból származott a Magyarország későbbi történetében fontos szerepet betöltő Csáky család.
1417-ben a törökök sikertelenül ostromolták a várat. A mellette lévő helység 1421-ben mezőváros és vámszedő hely volt. 1514-ben Dózsa György hadai foglalták el. Többszöri sikertelen ostrom után a törökök végül 1551-ben vették be és náhije székhelyévé tették. A török hódoltság alatt jelentős, sőt gyarapodó település maradt, szerb lakossággal. Várát 1621 körül 85 főnyi őrség védte. 1699-ben Rami pasa nagyvezír a Bánát hegyvidéki részéről, Olténiából és Erdélyből románokat telepített be. A karlócai béke értelmében várát a törökök 1701-ben lebontották, csak az őrtorony maradt meg.
A szerbek lakta negyedtől délre 1716, a törökök végleges kivonulása után új, német lakosságú településrész alakult ki. A német telepesek első kontingense 1716–1717-ben érkezett, 1724-ben 30-40 pfalzi, sváb, és frank család, 1733-ban húsz itáliai és négy spanyol család települt be. Az 1740-es évek folyamán a felsorolt vidékekről, valamint Ausztriából, Cseh-és Morvaországból, Luxemburgból, Lotaringiából, Sziléziából, Felső-Magyarországról és Erdélyből jöttek újabb német telepesek, 1744-ben pedig harminc bregenzi család érkezett saját lelkészével. A később kialakult helyi német nyelvjárás északi rajnafrank típusú volt.
1723 és 1778 között a katonai, majd kamarai igazgatás alatt álló Bánát egyik kerületének volt a székhelye. 1726-tól katonai helyőrség állomásozott itt, kaszárnyájukat a várból fennmaradt torony felhasználásával építették ki. 1743-ban lovaskaszárnya is épült, a Württembergi dragonyosezred alakulatai számára. A helyőrséget 1889-ben számolták föl, jelentős jövedelemtől fosztva meg a polgári lakosságot.
1778-ban az újjászervezett Temes vármegye része lett. 1791-ben Nyitraújlakról 27 magyarul is beszélő szlovák illetve magyar családot telepítettek be, külön utcába (a mai Aurel Vlaicu utca). A szlovákok később részben elmagyarosodtak, részben elnémetesedtek, részben elvándoroltak. 1807-ben a Vallásalap birtokára érkeztek Győr és Moson vármegyei és szegedi magyarok.
1795-ben gyógyszertárat alapítottak benne. 1823-ban mezővárosi kiváltságokat kapott. 1828-ban 3424 lakója volt, közülük 201 iparos és 51 kereskedő. A 19. században jelentősek voltak marhavásárai és rajta haladt át a Temesvárról Versecre vezető út.
Zsidók már a 18. században megtelepültek Csákován, 1780-ban hitközségüket is létrehozták, 1828-ban ennek 126 tagja volt. 1863-ban emelték második zsinagógájukat (ezt 1959-ben bontották le). 1868-ban a neológ irányzathoz csatlakoztak. 1882 szeptembere és decembere közt antiszemita tüntetésekre került sor, a tüntetők röpiratokat osztogattak és betörték a zsidó házak ablakait.
1848–1849-ben többször is gazdát cserélt. 1861 tavaszán a felirati párti Vincenție Bogdant választotta országgyűlési képviselőjének. 1865-ben vált szét a román és a szerb ortodox egyház (bár a vagyonmegosztás 1895-ig elhúzódott). Ekkor egyben román ortodox esperesség központjává is választották.
A dualizmus korszakában a különböző nemzetiségek külön-külön intézményeket, társulatokat hoztak létre. 1879-ben alapították a Csakovaer Spar und Creditanstaltot és a Csakovaer Bürgerliche Lesevereint, 1885-ben a német tornaegyletet. 1887-ben Doby László gyógyszertáros magyar dalárdát szervezett. 1900-ban itt tartotta nagygyűlését az ASTRA, a csákovai Emil Ungureanu elnökletével. 1903-ban a helyi román értelmiség létrehozta a Ciacovana bankot.
Virágzó gazdasági életének legfontosabb ágazata a mezőgazdaság maradt. 1895-ben 7262 kataszteri holdas határából 5622 hold volt szántó, 535 pedig rét. Kertészei úttörő szerepet játszottak az újburgonya termesztésének meghonosításával. Ipari üzemeinek többsége is a környék mezőgazdasági terményeit dolgozta föl. 1889-ben hengergőzmalom, 1891-ben szódavízüzem (1905-ben két újabb), 1904-ben ecetgyár létesült és a 20. század elején likőrgyára is működött. 1893-tól Zsebellyel, 1895-től Bókával is vasúti vonal kötötte össze. 1882-ben aszfaltozták le a főteret és a főbb utcákat. 1911-ben jött létre az első állandó mozi. 1912-ben vezették be az elektromosságot.
1884-ben létesült a tanonciskola, 1885-ben pedig magyar tannyelvvel a mezőgazdasági szakiskola, melynek első igazgatója Wilhelm Lammer állatorvos volt. 1895-ben a Notre Dame-nővérek polgári leányiskolát alapítottak.

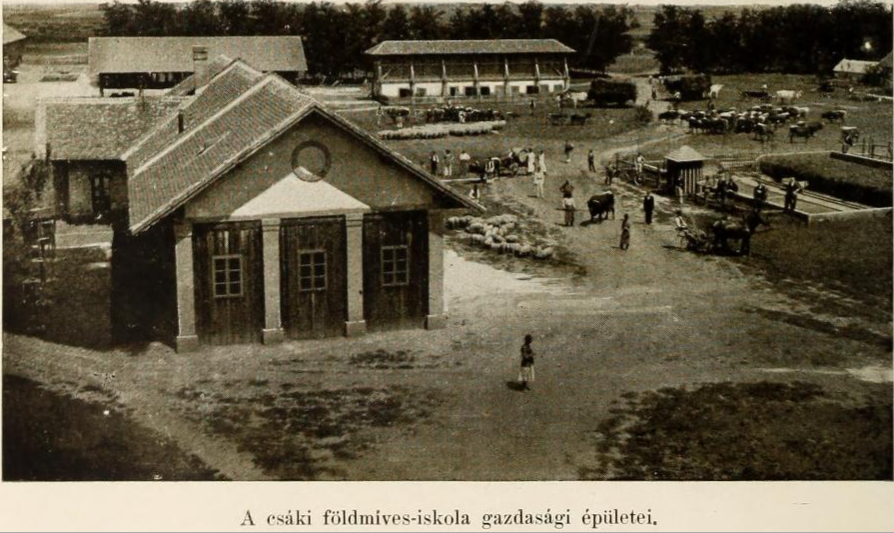
A mezőgazdasági szakiskola (1914)

1880-tól nyomda és könyvkereskedés működött Csákován. Az 1882-ben alapított Csakovaer Zeitungot két évtizednyi német nyelvű megjelenés után, 1903-ban tulajdonosa, Peter Gradl és főszerkesztője, Viktor Wittlin magyar nyelven, Csákova és Vidéke néven indították újra és ekképp jelent meg 1915-ig. 1906-ban a helyi nyomdászok sztrájkba léptek.
1920-ban Romániához csatolták, ekkor szerb lakosságának egy része elhagyta és Belgrád vidékére illetve a szerbiai Bánátba költözött.
1944. szeptember 11. és szeptember 22. között német csapatok szállták meg. A szovjet csapatok 1945. január 14-én 66 német nőt és 46 férfit deportáltak kényszermunkatáborba.
Az állami vezetés 1972-ben napvilágot látott „szisztematizálási” terve keretében lakott területét a felére kívánták csökkenteni. A terv végrehajtását szerencsére elhalasztották.
2004-ben kapott városi rangot.

## Lakossága
1900-ban 4601 lakosából 2596 volt német (56,42%), 918 román (19,95%), 548 szerb (11,91%) és 502 magyar (10,91%) anyanyelvű, 2889 római katolikus, 1481 ortodox és 123 zsidó vallású. A lakosság 66%-a tudott írni-olvasni, a nem magyar anyanyelvűek 17%-a beszélt magyarul.

2002-ben 2752-en lakták, közülük 1997 volt román (72,56%), 379 magyar (13,77%), 146 cigány (5,30%), 125 német (4,54%) és 85 szerb (3,08%) nemzetiségű, 2018 ortodox és 581 római katolikus vallású.

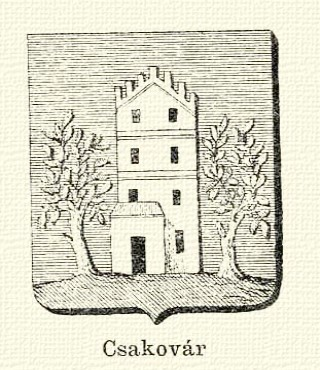
A helység régi címere is a Kulát ábrázolja

## Látnivalók
- Egykori vízivárát a törökök 1701-ben lebontották, csak lakótornya maradt fönn. A tornyot a szerbek Kulának nevezték el (szerb kula 'torony'), a hódoltság után ez a név terjedt el (román Cula). 23,7 méter magas és három emeletes, a fal vastagsága alul 2,7 méter, a legfelső szinten 1,1 méter. 1889-ig a város katonai helyőrsége használta, mellé kaszárnyát építettek.
- A főtéren álló római katolikus templomot 1881-ben építették, neogótikus stílusban.
- A főtéren található katolikus Mária-oszlopot 1800-ban (Virgo Singularis[8]), az ortodox kőkeresztet 1805-ben emelték.
- A Dositej Obradović utcában egymás mellett áll az 1768 és 1771 között épített szerb és az 1889–1890-ben épített román ortodox templom. Előbbinek rokokó stílusú ikonosztázionját Dimitrije Popović készítette a 18. század végén, utóbbinak belső festése Octavian Smigelschi munkája 1907-ből.
- A Dositej Obradović utca 13. számú házában született 1742-ben Dositej Obradović.

## Gazdaság
A kommunizmus alatt néhány kisebb ipari üzemet illetve kihelyezett üzemi részleget alapítottak benne, de túlnyomóan ma is mezőgazdasági jellegű település.

## Oktatás

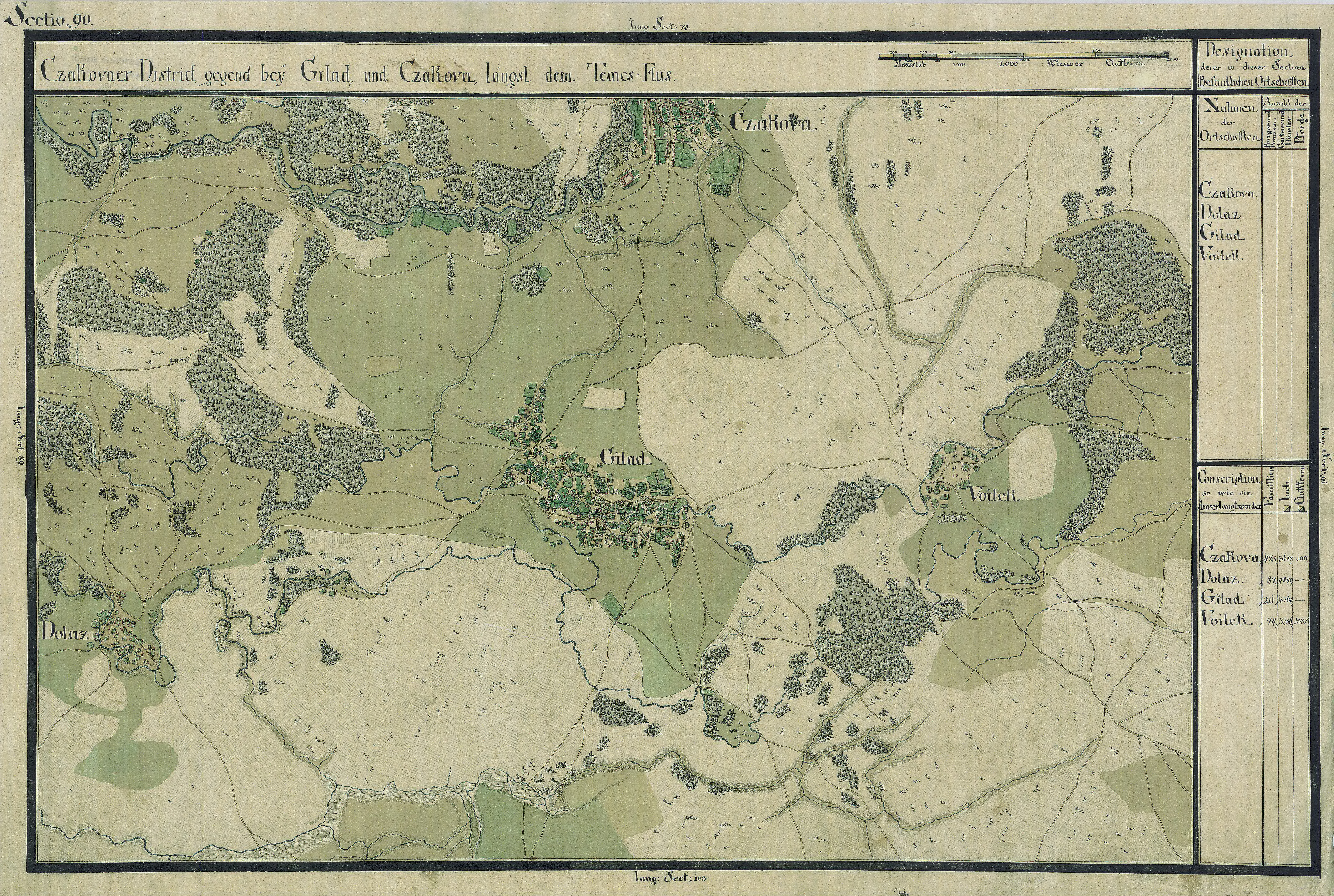
Csákova 1769–72 körül

- Az Alexandru Mocioni Elméleti Líceum elődjét Alexandru Mocioni Vegyes Gimnázium néven 1923-ban alapították, a kolostori lányiskola korábbi épületében. 2003-ban egyesült az egykori földműves szakiskolából létrehozott mezőgazdasági líceummal.

## Híres emberek
- Itt született 1742-ben Dositej Obradović szerb író és filológus, a 18. századi szerb művelődés egyik legnagyobb alakja. A korábbi Temesvári utcát, amelyben született, 1911-ben a városvezetés róla nevezte el és azóta is az ő nevét viseli.
- Itt született 1793-ban Dimitrije P. Tirol magyarországi szerb író.
- Kisgyermekként itt lakott Brázay Kálmán kereskedő.
- Itt hunyt el 1887-ben felsőlapugyi Muntyán Gyula lovag, Temes vármegyei főszolgabíró.[9]
- Itt hunyt el 1890-ben Ferenczy Izabella (1835-1890) operaénekesnő.

## Testvértelepülések
- Saint-Pardoux-la-Rivière, Franciaország
- Masi Torello, Olaszország